# Domik v Kolomne
Domik v Kolomne é um filme de comédia russo de 1913 dirigido por Pyotr Chardynin.

## Enredo
O filme é baseado no poema Domik v Kolomne, de Alexander Pushkin.

## Elenco
- Praskovya Maksimova
- Sofya Goslavskaya
- Ivan Mozzhukhin